# Петровска скупштина у Крагујевцу (1848)
Петровска скупштина у Крагујевцу је одржана 29. јуна 1848.
Уставобранитељска управа, после догађаја из 1843, била је стабилизована. 1844 године Вучић ce вратио y земљу; од тога доба па до 1848 године народна окупштина није сазивана.
На границама Србије, y Аустрији и Мађарској, букнула је 1848. револуција, a народ је желео да ce подупире борба коју су повели Срби из Војводине против Мађара. У договору с Кнезом Савет је решио да ce сазове народна скупштина за 1 јун 1848 y Крагујевцу, да би ce саслушале народне жеље. Како ce, међутим, осетио јачи покрет међу Обреновићевцима (Милош је дошао y Загреб, a Кнез Михаило y Нови Сад), сазив скупштине био је одложен за Петровдан, 28. јуна 1848.
Сазивање петровске скупштине мотивисано је „усколебаним стањем y Европи и y неким пределима самог суседства нашег и због могућности да ce јаве још тежи и важнији догађаји". Савет је донео и одредбе како ће ce бирати скупштинари. Одређено је да ce на сваких 250 пореских глава бира по један посланик. Сем тога, y скупштину су ушли сви окружни начелници, по један срески начелник, по један мирски свештеник из сваког округа, по један монах из сваке епархије, a из архидијецезе по два, према одредби архијереја, те два официра граничне војске, представници оба одељења Апелационог суда, председник Врховног суда, сви епископи и митрополит Србије.
Скупштина ce састала заказаног дана на отвореном пољу. Присуствовао је Кнез са Саветом, a отворена је Кнежевом беседом. Кад ce прешло на рад, било је бурних сцена између чланова Савета и скупштине, која је оштро замерала влади и Савету што ce кроз пет година није скупштина сазивала. Ред је повраћен интервенцијом Томе Вучића Перишића, па је скупштина прешла на изношење жеља и предлога, који је требало да за владу буду оријентација за даљи рад. Представници појединих крајева подносили су своје жеље засебно, и y њима износили шта би требало предузети. Овде ће бити изнесени по окрузима само они захтеви, који ce односе на народну скупштину и њене прерогативе.
Посланици свих округа, сем ужичког, тражили су да ce скупштина састаје и y будуће. Крушевачки округ тражио је да ce скупштина сазива увек кад ce што ради на благостању отаџбине. Алексиначки округ тражио је да ce скупштина сазива бар сваке треће године. Окрузи ћупријски, пожаревачки и црноречки тражили су да ce обична (мала) скупштина сазива сваке године, a велика народна скупштина да ce сазива сваке треће године. Посланици осталих једанаест округа предлагали су да ce скупштина састаје сваке године.
Кнез Александар, поводом ових жеља, изјавио је да је Савет већ саставио комисију која има да изради нацрт и правила народне скупштине, како ce не би повредио устав (који не предвиђа установу народне скупштине), и како би држање скупштине било y саглаоности са циљем доброг тока уставних послова.
Савет, коме су упућене представке посланика свих крајева, предложио је:
- 1) да ce скупштина сазива сваке године; управна власт може сазвати и ванредне скупштине;
- 2) право скупштине биће да управној власти подноси жалбе и молбе од стране народа, изјављује му потребе и чини разне корисне предлоге; влада ће, сем тога, показивати скупштини рачуне прошле године и постојеће стање народне касе;
- 3) скупштина треба да буде састављена из по једног посланика за сваки срез или окружну варош, дакле свега да буде 70 посланика;
- 4) бирање да буде без утицаја власти;
- 5) посланик може бити сваки Србин из ма кога реда, земљорадничког, трговачког, чиновничког или свештеничког.

Скупштина је завршила рад подневши Кнезу и Савету 95 представки, уверена да ће ce од тога времена редовно сазивати. 26. септембра 1848. једним законодавним решењем Савета одређено је да ce скупштине држе сваке године. Комисија која је имала да изради пројект закона о народној скупштини, y којој су били Стефан Стефановић-Тенка, Стефан Марковић, Милосав Ресавац и Јован Мариновић направила је један пројект, али је на томе пројекту и остало. Следећих десет година, од 1848 до 1858 године, народна скупштина уопште није сазивана.